# بورس اوراق بهادار تالین
بورس اوراق بهادار تالین (به استونیایی: Tallinna börs) یک بازار بورس اوراق بهادار در تالین، استونی است.بورس اوراق بهادار تالین تنها بازار اوراق بهادار ثانویه تنظیم شده در استونی است. شاخص عمده بورس اوراق بهادار نزدک تالین است که با نام TALSE شناخته می‌شود.

## تاریخچه
بنیاد سپرده گذاری اوراق بهادار مرکزی استونی در سال ۱۹۹۴ پایه و اساس توسعه بازار ثانویه بر اساس سیستم تجارت الکترونیکی ایجاد کرد. این امر با تأسیس بورس اوراق بهادار تالین در آوریل ۱۹۹۵ توسط ۱۰ بانک تجاری، ۹ شرکت کارگزاری، هاویتوسفوند، بانک استونی و وزارت دارایی با برگزاری برابر هر یک از آنها تحقق یافت. با مجوز وزارت دارایی، بورس اوراق بهادار تالین در تاریخ ۳۱ مه ۱۹۹۶ با ۱۱ اوراق بهادار ذکر شده برای تجارت گشایش یافت.
۳۱ مه ۱۹۹۶ - بورس اوراق بهادار تالین برای تجارت با ۱۱ اوراق بهادار ذکر شده افتتاح شد. ۳ ژوئن اولین روز محاسبه برای شاخص TALSE بود.
۲۴ سپتامبر ۱۹۹۹ - اتحاد بورس‌های شمالی (NOREX) به صورت رسمی از بورس اوراق بهادار تالین، در کنار بورس ریگا و بورس ملی لیتوانیایی دعوت کرد تا مذاکرات مربوط به ادغام احتمالی با اتحادیه را آغاز کنند. در ۲۸ مه ۲۰۰۱ صرافی‌های بالتیک و نورکس اعلام کردند که آنها همکاری‌های بیشتر را متوقف کرده‌اند.
اکتبر ۲۰۰۰ - بر اساس این دو شرکت بورس اوراق بهادار تالین و سپرده گذاری اوراق بهادار مرکزی استونی گروهی تحت مدیریت استراتژیک واحد تشکیل شدند.
آوریل ۲۰۰۱ - گروه اچ ای ایکس از فنلاند مالکیت استراتژیک را در گروه بورس اوراق بهادار تالین به دست آورد. معاملات اوراق بهادار استونی در سیستم معاملاتی اچ ای ایکس از ۲۵ فوریه ۲۰۰۲ آغاز شد.
۲۰۰۳ سپتامبر ۴ - اولین روز عملیاتی برای اوام‌اچ‌ای‌ایکس، شرکت مادر اصلی اچ‌ای‌ایکس تالین است که با ادغام شرکت سوئدی اوام و شرکت فنلاندی اچ‌ای‌ایکس ایجاد شده‌است.
۲۰۰۴ - در نتیجه ادغام بین اپراتورهای بازار اوراق بهادار فنلاند و سوئد به اوام‌ایکس، بورس اوراق بهادار تالین بستر معاملاتی جدید را اتخاذ کرد.
۲۰۰۷ - بازار جایگزین «اولین شمال» راه‌اندازی شد.
۲۰۰۸ - نزدک و اوام‌ایکس با هم ادغام شدند و نزدک اوام‌ایکس گروپ تشکیل شد. اوام‌ایکس تالین به نزدک اوام‌ایکس تالین تغییر کرد.
۲۰۱۴ - نزدک اوام‌ایکس گروپ نام تجاری خود را به نزدک تغییر داد، شرکت نزدک اوام‌ایکس تالین به نزدک تالین تبدیل شد.